# Ширакське плато
Ширакське плато, також Ширакська котловина, Ширакська рівнина — плато та котловина у Вірменії, оточена на півночі Ширакським хребтом, зі сходу — Памбакським хребтом, з південного сходу — горою Араґац. На рівнині розташоване друге за розміром місто Вірменії — Ґюмрі, та столиця стародавньої Вірменії — Ані. Рівнина розташована на висоті 1600—1800 метрів над рівнем моря, її площа складає близько 600 км².
Ширакська рівнина — друга за розміром рівнина Вірменії після Араратської долини. Тут розташовані чорноземні ґрунти.
Гідрологічні режими річки Ахурян та її приток, рельєф (геоморфологія) та палеонтологія досліджені у працях Думитрашка, С. П. Бальяна, Г. К. Габріеляна, М. О. Давояна.
В геоморфології Ширакської котловини мають місце сліди давніх долин річок, а також процеси перетікання та перехватів.
Серед корисних копалин, головним чином, виділяється вулканичний туф. Ширакська рівнина є одним з найважливіших тваринницьких регіонів Вірменії.

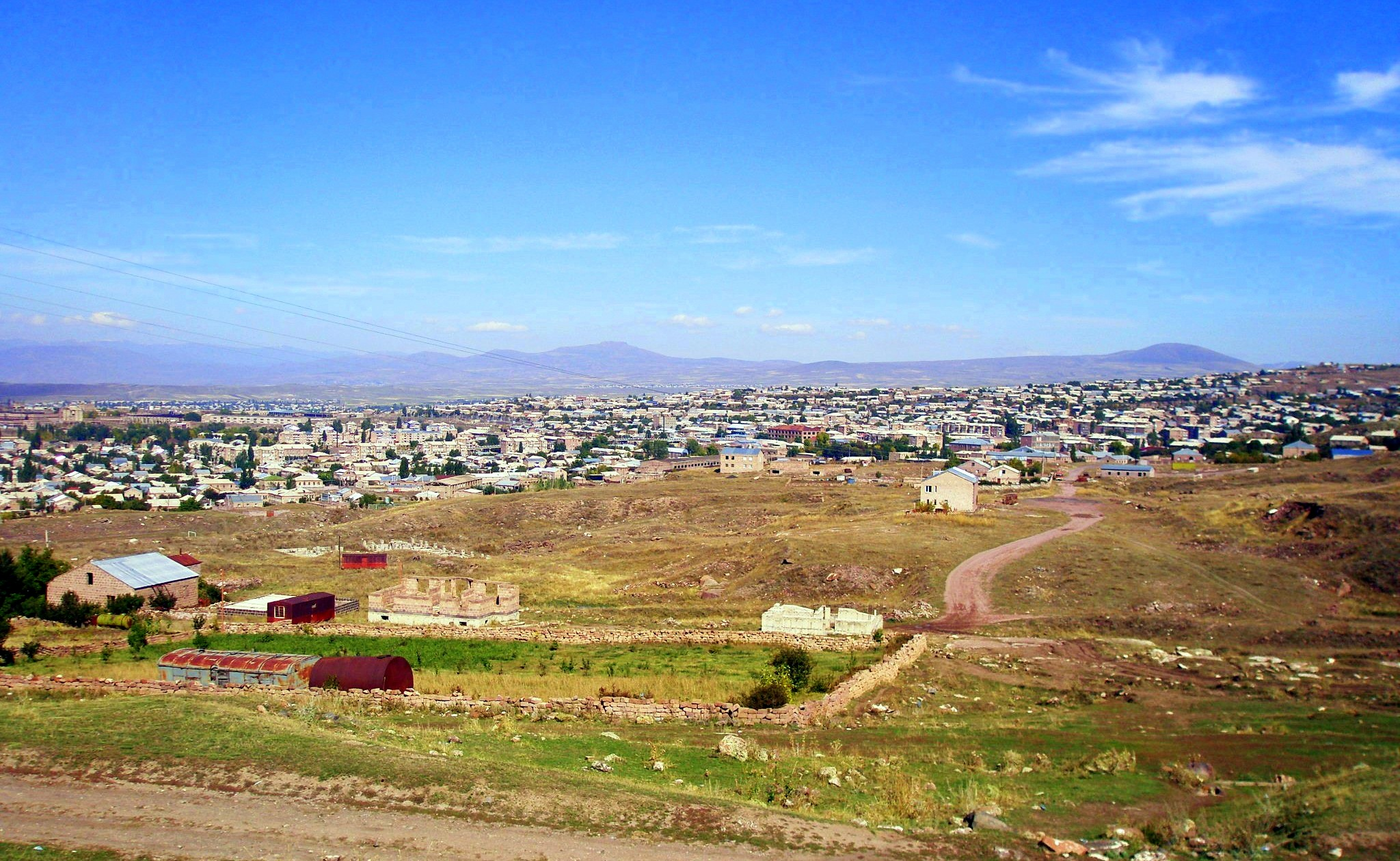
Ширакська котловина в районі міста Артік
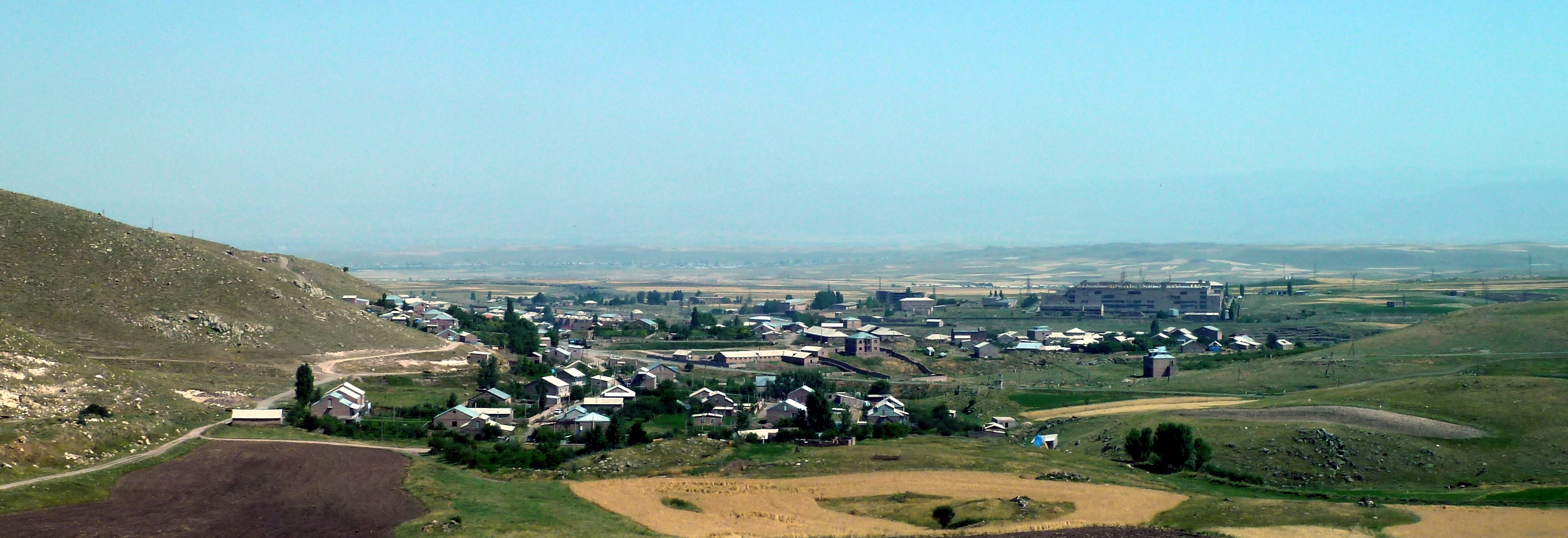
Ширакська котловина в районі міста Маралік